# Audi Type K
De Audi Type K is een personenwagen uit de middenklasse die van 1921 tot 1926 geproduceerd werd door de Duitse autobouwer Audiwerke AG Zwickau. Het was de eerste in serie geproduceerde auto in Duitsland met het stuur aan de linkerkant.
De wagen kende zijn debuut op het Autosalon van Berlijn in 1921. Sinds het einde van de Eerste Wereldoorlog had Audi alleen auto's van vooroorlogs ontwerp geproduceerd, de Type K was de eerste echte naoorlogse Audi.
Achteraf werd de Type K beschouwd als een van de technisch meest geavanceerde auto's van zijn tijd. De 3,6-liter vier-in-lijnmotor, voorzien van een aluminium cilinderblok met verwisselbare cilindervoeringen, ontwikkelde 37 kW (50 pk), goed voor een topsnelheid van 95 km/u. Het motorvermogen werd via een handgeschakelde vierversnellingsbak en een cardanas overgebracht op de achterwielen. De wagen was uitgerust met twee starre assen met bladveren.
De Type K was verkrijgbaar als phaeton met vier zitplaatsen, vierdeurs sedan of tweedeurs cabriolet. De Type M, die in 1924 in productie ging, kan gezien worden als de grotere vervanging van de Type K.